# Altselingsbach
Altselingsbach ist ein Gemeindeteil des Marktes Markt Erlbach im Landkreis Neustadt an der Aisch-Bad Windsheim (Mittelfranken, Bayern). Die Gemarkung Altselingsbach hat eine Fläche von 5,244 km². Sie ist in 645 Flurstücke aufgeteilt, die eine durchschnittliche Fläche von 8129,54 m² haben. In ihr liegen neben dem namensgebenden Ort die Gemeindeteile Hagenhofen, Pilsenmühle, Röschenmühle und Wasserhaus.

## Geografie
Das Dorf liegt am Selingsbach, einem linken Zufluss der Zenn. Im Westen erhebt sich der Steinberg, 0,5 km nordwestlich des Ortes liegt das Waldgebiet Brand, im Süden grenzt das Waldgebiet Fichtlein an. 0,75 km südwestlich liegt das Flurgebiet Alte Hohenroth. Gemeindeverbindungsstraßen führen nach Hohenroth (2,2 km westlich), nach Hagenhofen (1,6 km nördlich) und an der Röschenmühle und Neuselingsbach vorbei zur Staatsstraße 2413 (2,5 km südöstlich). Ein Anliegerweg führt zum Wasserhaus (0,9 km nordwestlich).

## Geschichte
Der Ort wurde 1145/53 in einer Bulle des Papstes Eugen III. neben anderen Orten erstmals urkundlich erwähnt, in der dem Kloster Heilsbronn Besitzungen zugesichert wurden. Im Jahre 1169 erwarb das Kloster Gefälle in „Selhesbach“. Im Jahre 1255 wurde der Ort als „Selhesperge“ in einer Urkunde erwähnt, in der Albert von Hohenlohe dem Kloster Heilsbronn durch Überlassung von Gefällen u. a. in Selingsbach Schadenersatz leisten wollte. Das Kloster hatte dort eine 95 Morgen große Waldung, Steinberg genannt. Insgesamt erwarb das Kloster sieben Anwesen. Im Dreißigjährigen Krieg blieben fünf davon bewohnt.
Gegen Ende des 18. Jahrhunderts gab es in Altselingsbach elf Anwesen (1 Mühle, 1 Halbhof, 5 Güter, 1 Gütlein, 1 Häuslein, 1 Gemeindehirtenhaus). Das Hochgericht übte das brandenburg-bayreuthische Stadtvogteiamt Markt Erlbach aus. Die Dorf- und Gemeindeherrschaft und die Grundherrschaft über alle Anwesen hatte das Kastenamt Neuhof.
Von 1797 bis 1810 unterstand der Ort dem Justizamt Markt Erlbach und Kammeramt Neuhof. Im Jahre 1810 kam Altselingsbach zum Königreich Bayern. Mit dem Gemeindeedikt wurde es dem 1811 gebildeten Steuerdistrikt Linden zugeordnet. 1813 entstand die Ruralgemeinde Altselingsbach, zu der Hagenhofen, Hohenroth, Pilsenmühle und Röschenmühle gehörten. Sie war in Verwaltung und Gerichtsbarkeit dem Landgericht Markt Erlbach zugeordnet und in der Finanzverwaltung dem Rentamt Ipsheim. Ab 1862 gehörte Altselingsbach zum Bezirksamt Neustadt an der Aisch (1939 in Landkreis Neustadt an der Aisch umbenannt) und ab 1856 zum Rentamt Markt Erlbach (1919–1929: Finanzamt Markt Erlbach, 1929–1972: Finanzamt Fürth seit 1972: Finanzamt Uffenheim). Die Gerichtsbarkeit blieb beim Landgericht Markt Erlbach (1879 in Amtsgericht Markt Erlbach umbenannt), von 1959 bis 1972 war das Amtsgericht Fürth zuständig, seitdem ist es das Amtsgericht Neustadt an der Aisch. Seit 1952 wird das Wasserhaus als Gemeindeteil geführt. Die Gemeinde hatte 1964 eine Gebietsfläche von 7,897 km².
Am 31. Dezember 1969 wurde die Gemeinde Altselingsbach aufgelöst: Hohenroth wurde nach Trautskirchen eingemeindet, alle übrigen Gemeindeteile nach Markt Erlbach.

### Baudenkmal
- Haus Nr. 17: Wasserhaus[19]

### Einwohnerentwicklung
Gemeinde Altselingsbach
| Jahr      | 1818   | 1840   | 1852   | 1855   | 1861   | 1867   | 1871   | 1875   | 1880   | 1885   | 1890   | 1895   | 1900   | 1905   | 1910   | 1919   | 1925   | 1933   | 1939   | 1946   | 1950   | 1952   | 1961   | 1970   |
| Einwohner | 230    | 259    | 246    | 244    | 245    | 248    | 249    | 243    | 267    | 274    | 271    | 271    | 251    | 250    | 246    | 240    | 234    | 224    | 233    | 322    | 302    | 250    | 224    | 236    |
| Häuser    | 41     | 41     |        |        |        |        | 44     |        |        | 49     | 46     |        | 49     |        |        |        | 43     |        |        |        | 42     |        | 45     |        |
| Quelle    | [ 21 ] | [ 22 ] | [ 23 ] | [ 23 ] | [ 24 ] | [ 25 ] | [ 26 ] | [ 27 ] | [ 28 ] | [ 29 ] | [ 30 ] | [ 23 ] | [ 31 ] | [ 23 ] | [ 32 ] | [ 23 ] | [ 33 ] | [ 23 ] | [ 23 ] | [ 23 ] | [ 15 ] | [ 23 ] | [ 16 ] | [ 34 ] |

Ort Altselingsbach
| Jahr      | 001818 | 001840 | 001861 | 001871 | 001885 | 001900 | 001925 | 001950 | 001961 | 001970 | 001987 | 002017 | 002023 |
| Einwohner | 61     | 80     | *77    | 73     | 74     | 65     | 55     | 96     | 73     | 75     | *70    | †72    | †83    |
| Häuser    | 13     | 11     |        |        | 22     | 15     | 10     | 13     | 14     |        | *17    |        |        |
| Quelle    | [ 21 ] | [ 22 ] | [ 24 ] | [ 26 ] | [ 29 ] | [ 31 ] | [ 33 ] | [ 15 ] | [ 16 ] | [ 34 ] | [ 35 ] |        | [ 1 ]  |

## Religion
Der Ort ist seit der Reformation evangelisch-lutherisch geprägt und bis heute nach St. Kilian (Markt Erlbach) gepfarrt. Die Katholiken gehören zur Kirchengemeinde Maria Namen (Markt Erlbach), die ursprünglich eine Filiale von St. Michael (Wilhermsdorf) war und seit 2019 eine Filiale von St. Johannis Enthauptung (Neustadt an der Aisch) ist.